# ماساهيرو أكيموتو (متزلج قفز)
ماساهيرو أكيموتو (باليابانية: 秋元正博؛ بالكانا: あきもと まさひろ) هو متزلج قفز ياباني، ولد في 3 سبتمبر 1956 في يواشي في اليابان.

## وصلات خارجية
- ماساهيرو أكيموتو على موقع الاتحاد الدولي للتزلج (القفز التزلجي) (الإنجليزية)
- ماساهيرو أكيموتو على موقع أوليمبيديا (الإنجليزية)